# Jacques Rivette, le veilleur
Pour plus de détails, voir Fiche technique et Distribution.
Jacques Rivette, le veilleur est un documentaire de la collection Cinéastes de notre temps réalisé par Claire Denis en 1990, sur le réalisateur français Jacques Rivette. Le documentaire est diffusé le 24 février 1994 sur Arte.

## Le film dans la sérieCinéastes de notre temps
Jacques Rivette, le veilleur est l'un des 92 films documentaires de la série Cinéastes de notre temps, débutée en 1966 par André S. Labarthe. Chaque film est consacré à une personnalité du monde du cinéma ou à un mouvement cinématographique. Dans cet épisode, la réalisatrice Claire Denis, en collaboration avec Serge Daney, consacre son film construit en deux parties — intitulées Le Jour et La Nuit — à Jacques Rivette avec lequel elle avait travaillé comme assistante au début des années 1980.
Dans un entretien mené par Serge Daney, Jacques Rivette parle de ses rapports avec François Truffaut, Jean-Luc Godard, et Éric Rohmer qui à quatre constituèrent la bande de la Nouvelle Vague. 

## Fiche technique
- Réalisation : Claire Denis, en collaboration avec Serge Daney
- Photographie : Agnès Godard, en collaboration avec Béatrice Mizrahi[2]
- Son : Jean-Pierre Laforce
- Montage : Dominique Auvray
- Production : Janine Bazin et André S. Labarthe
- Sociétés de production : Art productions et La Sept
- Pays d'origine :  France
- Langue originale : français
- Format : 35 mm
- Durée : 125 minutes (Le Jour : 70 minutes ; La Nuit : 54 minutes)
- Diffusion : 24 février 1994 sur Arte[3]

## Distribution
- Jacques Rivette : lui-même
- Serge Daney : intervieweur
- Bulle Ogier : elle-même
- Jean Babilée : lui-même
- Jean-François Stévenin : lui-même